# Ciclopirox
Ciclopirox olamina este un antifungic derivat de piridină, fiind utilizat în tratamentul unor micoze superficiale. Calea de administrare disponibilă este topică.

## Utilizări medicale
Ciclopirox olamina este utilizată în tratamentul dermatofițiilor locale cauzate de Trichophyton rubrum, Trichophyton mentagrophytes, Epidermophyton floccosum și Microsporum.